# 纳塔利娅·沃伊切赫
纳塔利娅·沃伊切赫（Natalya Voytsekh，1992年6月21日—），烏克蘭女子羽毛球運動員。

## 簡歷
2017年8月，沃伊切赫參加蘇格蘭格拉斯哥舉行的世界羽毛球錦標賽，出戰女子單打項目，首圈就以1比2（14-21、21-18、10-21）不敵瑞士的萨布丽娜·贾奎特出局。

## 主要比賽成績
只列出曾進入準決賽的國際賽事成績：
| 年份   | 賽事                   | 公開賽級別 | 項目     | 搭檔              | 成績   |
| ------ | ---------------------- | ---------- | -------- | ----------------- | ------ |
| 2008年 | 哈爾科夫羽毛球國際賽   | 國際系列賽 | 女子單打 | －                | 準決賽 |
| 2009年 | 哈爾科夫羽毛球國際賽   | 國際系列賽 | 女子雙打 | 玛丽亚·乌利蒂娜   | 準決賽 |
| 2009年 | 斯洛伐克羽毛球公開賽   | 未來系列賽 | 女子雙打 | 玛丽亚·乌利蒂娜   | 亞軍   |
| 2010年 | 哈爾科夫羽毛球國際賽   | 國際挑戰賽 | 女子雙打 | 玛丽亚·乌利蒂娜   | 冠軍   |
| 2010年 | 斯洛伐克羽毛球公開賽   | 未來系列賽 | 女子單打 | －                | 亞軍   |
| 2010年 | 斯洛伐克羽毛球公開賽   | 未來系列賽 | 女子雙打 | 玛丽亚·乌利蒂娜   | 亞軍   |
| 2010年 | 捷克羽毛球國際賽       | 國際挑戰賽 | 女子雙打 | 玛丽亚·乌利蒂娜   | 準決賽 |
| 2010年 | 土耳其羽毛球國際賽     | 國際系列賽 | 女子雙打 | 玛丽亚·乌利蒂娜   | 準決賽 |
| 2011年 | 愛沙尼亞羽毛球國際賽   | 國際系列賽 | 女子雙打 | 玛丽亚·乌利蒂娜   | 亞軍   |
| 2011年 | 立陶宛羽毛球公開賽     | 國際系列賽 | 女子雙打 | 玛丽亚·乌利蒂娜   | 亞軍   |
| 2011年 | 歐洲青年羽毛球錦標賽   | 其他       | 混合團體 | －                | 準決賽 |
| 2012年 | 斯洛伐克羽毛球公開賽   | 未來系列賽 | 女子單打 | －                | 亞軍   |
| 2013年 | 羅馬尼亞羽毛球國際賽   | 國際系列賽 | 女子雙打 | 耶利萨芙塔·扎尔卡 | 亞軍   |
| 2013年 | 斯洛文尼亞羽毛球國際賽 | 國際系列賽 | 女子雙打 | 耶利萨芙塔·扎尔卡 | 亞軍   |
| 2013年 | 白夜羽毛球賽           | 國際挑戰賽 | 女子雙打 | 玛丽亚·鲁德       | 準決賽 |
| 2013年 | 哈爾科夫羽毛球國際賽   | 國際挑戰賽 | 女子單打 | －                | 準決賽 |
| 2014年 | 哈爾科夫羽毛球國際賽   | 國際挑戰賽 | 女子雙打 | 耶利萨芙塔·扎尔卡 | 冠軍   |
| 2015年 | 愛沙尼亞羽毛球國際賽   | 國際系列賽 | 女子單打 | －                | 準決賽 |
| 2015年 | 愛沙尼亞羽毛球國際賽   | 國際系列賽 | 女子雙打 | 耶利萨芙塔·扎尔卡 | 準決賽 |
| 2015年 | 白夜羽毛球賽           | 國際挑戰賽 | 女子雙打 | 耶利萨芙塔·扎尔卡 | 準決賽 |
| 2015年 | 哈爾科夫羽毛球國際賽   | 國際挑戰賽 | 女子雙打 | 耶利萨芙塔·扎尔卡 | 準決賽 |
| 2016年 | 斯洛文尼亞羽毛球國際賽 | 國際系列賽 | 女子單打 | -                 | 準決賽 |
| 2016年 | 斯洛文尼亞羽毛球國際賽 | 國際系列賽 | 女子雙打 | 耶利萨芙塔·扎尔卡 | 準決賽 |
| 2016年 | 斯洛伐克羽毛球公開賽   | 未來系列賽 | 女子單打 | -                 | 冠軍   |
| 2016年 | 波蘭羽毛球國際賽       | 國際系列賽 | 女子雙打 | 耶利萨芙塔·扎尔卡 | 亞軍   |
| 2017年 | 斯洛伐克羽毛球公開賽   | 未來系列賽 | 女子單打 | －                | 準決賽 |
| 2017年 | 哈爾科夫羽毛球國際賽   | 國際挑戰賽 | 女子單打 | －                | 冠軍   |
| 2017年 | 哈爾科夫羽毛球國際賽   | 國際挑戰賽 | 女子雙打 | 玛丽亚·乌利蒂娜   | 亞軍   |

| 2007-2017年 | 首要超級賽 | 超級賽 | 黃金大獎賽 | 大獎賽 | 國際挑戰賽 | 國際系列賽 | 未來系列賽 | 其他 |

| 2018-2026年 | 總決賽 | 超級1000賽 | 超級750賽 | 超級500賽 | 超級300賽 | 超級100賽 | 國際挑戰賽 | 國際系列賽 | 未來系列賽 | 其他 |

### 奧運會和世錦賽參賽紀錄
|          | 搭檔              | 2010 | 2011 | 2012 | 2013 | 2014 | 2015 | 2016 | 2017 |
| -------- | ----------------- | ---- | ---- | ---- | ---- | ---- | ---- | ---- | ---- |
| 女子單打 | －                | －   | －   | －   | －   | －   | －   | －   | 48強 |
|          |                   |      |      |      |      |      |      |      |      |
| 女子雙打 | 玛丽亚·乌利蒂娜   | 32強 | 48強 | －   | －   | －   | －   | －   | －   |
| 女子雙打 | 耶利萨芙塔·扎尔卡 | －   | －   | －   | －   | 48強 | －   | －   | 48強 |